# Morato
O sobrenome Morato teve origem historicamente, em Itália, mais precisamente na Veneza de onde se terá difundido ao longo do Mediterrâneo. "Morato", em italiano antigo significava escuro. Pode derivar do latim medieval Morus ou de Moratus, como apelido ligado à cor dos cabelos ou da pele. O mármore negro sempre foi chamado bigio morato (ou marmo nero antico numidico). Naqueles tempos os Moratos tinham a pele escura de mauros berberes. Chegando a Espanha, nomeadamente ao Reino de Leão passou daqui para Portugal na pessoa de Gonçalo Morato. 

## Antecedentes
Os antecedentes desta família encontram-se relacionados com D. Joana de Trastâmara, rainha reinante (primeiro) e de jure (depois) no Reino de Castela, e rainha consorte do Reino de Portugal, nasceu em Castela em 1462 e faleceu em Lisboa em 1530).
D. Joana de Trastâmara, cognominada "a Beltraneja" em Castela, era filha do rei Henrique IV de Castela, que a indicou como herdeira da coroa do Reino de Castela. Porém, mais tarde, declarou ser ela sua filha adulterina. No entanto, Pouco tempo antes de morrer, reconsiderou de novo, e  reconheceu-a como herdeira legítima do trono, pedindo a seu cunhado, Afonso V de Portugal, que a desposasse e defendesse os seus direitos ao trono, disputados com Fernando de Aragão. O rei português procurou então casar-se com a sobrinha, unindo as duas coroas, a de Portugal e a de Castela.
Os exércitos português e castelhano encontraram-se na planície de Toro, onde se deu Batalha de Toro em 1 de março de 1476, sendo os portugueses derrotados. D. Afonso tratou de ajustar as pazes com os seus inimigos. O tratado foi assinado em Alcântara, em 1478, ficando sacrificada a princesa Dona Joana, que foi abandonada pelo marido e perdeu o título de rainha.
Gonçalo Morato, meirinho-mor de Leão, era partidário de D. Joana contra Fernando de Aragão. Depois da batalha de Toro, viu-se forçado a fixar-se em Portugal, vivendo e morrendo no Alentejo, em finais do século XV, e ali deixando descendentes.
Gonçalo foi para os judeus providencial,ajudando-os a escapar da Inquisição, depois que foram expulsos da Espanha: a partir de 1500, o sobrenome Morato foi usado por judeus, principalmente em Castelo Branco e Castelo de Vide, e também em Ferrara e Veneza, na Itália (v.Olimpia Morata, 1526 – 1555)), pois a Igreja Católica respeitava o sobrenome graças ao trabalho de Gonçalo Morato como meirinho de Leão. Em Portugal o sobrenome estava protegido da Inquisição por causa de Dona Joana.
A partir de 1600 esses Moratos começaram a aparecer na Ilha da Madeira e nos Açores. De lá, escaparam para as Américas.

## Brasão de Armas
O Brasão de armas desta família é composto por: em prata e com uma faixa de cor vermelha, sendo esta acompanhada de dois dragões de verde armados e lampassados também de vermelho, um em chefe e o outro em ponta. 
Timbre: um dragão do escudo, sainte.

## Os Morato no Brasil
A mistura entre Morato, de Souza, Rodrigues, Leite, Pais e Mota vem dos tempos dos Hieronimos de Castela e dos Francescos de Veneza aos Jerônimos do Alentejo e dos Açores. Dos Açores, muitos Moratos vieram para o Brasil, onde repetiu-se a mistura com os Garcia, Rodrigues, Paes, Velho,  Leite, Dias, etc.. Todos os Moratos tiveram origem e ligações anteriores, nos Açores, com essas famílias, cujos nomes estavam entre os mais condenados pela Inquisição, tendo sofrido confiscos, além de veladas perseguições posteriores.
Não faltam condenados por judaísmo, como também não faltam padres. Na época, ser padre era um grande emprego, que acumulava os serviços de cartório e juizado com os de sacerdote. Além disso, um dos lugares mais protegidos contra a Inquisição era justamente a Igreja. Todavia, mesmo os sacerdotes nem sempre conseguiam escapar do Santo Ofício.
No Brasil existem pelo menos três ramos de Moratos:
- 1. O mais antigo: descendentes do bandeirante Manoel Morato Coelho. Área Geográfica: São Paulo, norte do Paraná.Origem: Lisboa.
- 2. O intermediário: descendentes do Capitão Miguel de Faria Morato. Área Geográfica: Centro – Oeste de Minas Gerais. Origem: Ribeira Grande, Ilha São Miguel – Açores.
- 3. O mais recente: descendentes dos imigrantes italianos. Área Geográfica: Rio Grande do Sul (Pelotas) e Santa Catarina. Origem: Itália.

Os Moratos mais antigos parece que chegaram de Portugal entre os anos de 1600 e 1800 e se fixaram primeiramente na cidade de São Paulo. Da capital partiram para o interior paulista e norte do Paraná. Nas cidades paulistas de Piracicaba, Iguape, Sorocaba, Itu e Santos, pela via do casamento, constituíram famílias cujos descendentes chegaram aos dias atuais. Entre os primeiros Moratos que chegaram à cidade de São Paulo, inclui-se o bandeirante Manoel Morato Coelho, falecido em 1646 em São Paulo. Sua neta, Ana Mattoso Morato, que se casou com Manoel de Lemos Conde, descobridor das minas de prata de Paranaguá. Parece que após este casamento iniciou-se a presença dos Moratos no norte do Paraná. A origem geográfica destes primeiros Moratos não deixa dúvidas que vieram de Portugal principalmente, de Lisboa. Ainda entre os Moratos de São Paulo, destaca-se Francisco Antônio de Almeida Morato, que foi promotor público, deputado federal pelo Partido Democrático de São Paulo, professor da Faculdade de Direito do Largo São Francisco e após o Governo Vargas, Secretário de Estado de Justiça de São Paulo, quando criou a divisa de São Paulo com Minas Gerais, dando–lhe o nome de Triângulo Mineiro. O município de Francisco Morato tem esse nome em sua homenagem.
Já a família Morato do Centro-Oeste de Minas Gerais tem início com o licenciado Miguel de Faria Morato. Natural de Ribeira Grande, Ilha de São Miguel, no Arquipélago dos Açores, casou-se em 1730, na Matriz de Pitangui, com Antônia Pais Botelho, filha de outro açoriano, Manoel da Mota Botelho, e bisneta de um bandeirante e uma índia carijó. Em 1745, Miguel de Faria Morato, juntamente com seu sogro, constava da lista dos mais abastados da colônia e estavam entre os cinco mais abastados da capitania e foram citados em documento secreto, hoje arquivado na Torre do Tombo. Em 1746 foi encontrada uma lista secreta no Arquivo Ultramarino de Lisboa que continha os nomes dos homens mais abastados da Capitania, onde figuravam vários nomes do Termo de Pitangui e lá estavam os nomes do Capitão Miguel de Faria Morato e de seu sogro Capitão Manoel da Mota Botelho. As gerações de descendentes do Capitão Miguel de Faria Morato participaram ativamente do desenvolvimento da Velha Serrana.
O licenciado e depois Capitão Miguel de Faria Morato constituiu família em Pitangui, ali sendo Juiz dos Órfãos (1741-1742), sesmeiro (1746), fazendeiro (Fazenda do Pará ou Fazenda dos Moratos – 1746 a 1770) e Presidente da Câmara (1764). Miguel e seu sogro Manoel possuíam terrenos de localização privilegiada, principalmente para o transporte clandestino. As estradas eram os rios, e, entre as propriedades dos dois, estava o local de encontro dos rios Pará e São João. Manoel tinha também propriedades em São Vicente de Minas, caminho de terra para São Paulo, além de ter também propriedade em Irajá (Fazenda da Cruz), no Rio de Janeiro.
Ambos constavam da famosa lista de mais abastados mas aparentemente o patrimônio deles não era tão grande, o que sugere que administravam bens e recursos de grupos que não poderiam ter existência oficial.

### Descendentes
Miguel e Antônia tiveram os seguintes filhos em Pitangui: Maria Pais, Francisca, Caetana, Josefa, Miguel, Antônia, Maria Leite, Antônio, Catarina, José, Francisco, Joana e Ana.
Os filhos Miguel e José ingressaram no Seminário de Mariana. O padre José de Faria Morato serviu na Igreja de São Bento do Tamanduá (Itapecerica), onde faleceu e foi sepultado. Miguel parece que faleceu antes de se ordenar. O filho Francisco de Faria Morato, nascido em 1749 faleceu em 1834 e deixou grande número de descendentes. Do seu primeiro casamento, Francisco deixou oito filhos e do segundo quatro. Já viúvo do segundo casamento teve uma filha com uma de suas escravas, filha que foi legitimada e herdeira. Esta sua filha, de nome Faustina de Faria Morato, nasceu em 1822 e casou-se com José Gonçalves dos Santos, com quem teve as filhas Francisca e Maria. Mais tarde teve uma filha natural que se chamou Rita de Faria Morato. Em 1873 teve um neto de nome Antero. Da prole de Faustina, nasceu parte dos Moratos com caracteres genéticos da raça negra. Um outro ramo, com os mesmos caracteres, descende de escravos que adotaram o sobrenome de seus senhores. Portanto não são geneticamente Moratos porém foram tão bem distinguidos por eles que quiseram adotar este nome como seu.